# Decsi András
Decsi András (Budapest, 1977. április 15. –) magyar vívóedző, korábbi vívó.
Vívócsaládban született. Édesapja, Decsi István vívóedző, testvére, Dr. Decsi Tamás vívó, a magyar kardválogatott tagja, felesége korábbi Ázsia-bajnok vívónő.
Decsi András aktív vívópályafutása során számtalan díjat és címet szerzett. Tízszeres magyar bajnok különböző korosztályokban, 1994-ben Mexikóvárosban kadett világbajnok, 1996-ban Limoges-ban junior Európa-bajnok, ugyanebben az évben megnyerte a világkupa-sorozatot is. 
1997-ben Cataniában az universiadén egyéniben ötödik, csapatban ezüstérmes.
Felnőtt pályafutása legkiemelkedőbb eredménye az 1997-es gdański Európa-bajnoki második hely. Egy évvel később térde megsérült, a felépülés nagyon hosszú időt vett igénybe.
2003-tól a vívóedzősködés felé fordult, először az Egyesült Államokban, Sacramentóban kezdett el dolgozni, majd három év múlva már kard szakág vezető Hongkongban. Itt 2007 és 2011 között minden évben megnyerte a legjobb edzőnek járó kitüntetést, a Hong Kong Coaching Excellence Awardot. Itt ismerkedett meg későbbi feleségével, aki ekkor még aktív vívó. 2011-től Kínában dolgozott a Wanghaibin Nemzetközi Vívóklubban, egy évvel később dr. Szepesi László mesteredző első számú segédedzője. 2012-ben átvette a kard szakág vezetői posztot Szingapúrban.
2015 nyarán Szilágyi Áron olimpiai, világ- és Európa-bajnok hívására családjával hazaköltözött Magyarországra, hogy átvegye az olimpiai bajnok Szilágyi felkészítését a riói olimpiai játékokra. Jelenleg a Kertvárosi Vívó Egyesület edzője. 
2017 januárjától a magyar válogatott férfi kard szakágának vezetőedzője lett.
Decsi András aktív pályafutása mellett nagy tapasztalatot szerzett a 2000-es évektől robbanásszerű fejlődésnek induló ázsiai vívás (elsősorban Dél-Korea, de Kína és Hongkong szintén nagy fejlődést mutat) technikáit illetően.
2021-ben az év magyar edzője díjjal tüntették ki munkásságát, miután a tokiói olimpián tanítványa, Szilágyi Áron harmadszor is olimpiai bajnok lett, az általa edzett férfi kardcsapat pedig olimpiai bronzérmes.

## Díjai, elismerései
- A Magyar Érdemrend lovagkeresztje (2016)
- Mesteredző (2019)[4]
- A Magyar Érdemrend tisztikeresztje (2021)[5]
- A Magyar Érdemrend parancsnoki keresztje (2024)[6]